# Styloleptus darlingtoni
Styloleptus darlingtoni är en skalbaggsart som först beskrevs av Fisher 1942.  Styloleptus darlingtoni ingår i släktet Styloleptus och familjen långhorningar. Inga underarter finns listade i Catalogue of Life.